# Joan Severance
Pour les articles homonymes, voir Severance.
Joan Severance, née le 23 décembre 1958 à Houston, est un mannequin de charme et une actrice américaine.

## Biographie
Fille d'un ingénieur informaticien, elle a passé son enfance à voyager dans le monde. Elle a dû fuir de Libye pendant la guerre des Six Jours en 1967, et s'est alors ré-installée à Houston.
Elle commence le mannequinat à 15 ans, pour se faire de l'argent en vue d'études de vétérinaire, projet qu'elle finit par abandonner. Remarquée par John Casablancas de l'agence Elite au concours de beauté Miss Houston, elle se rend à Paris où elle pose pour des modistes de renom, ou pour des marques comme Chanel ou Versace ; elle y épouse le mannequin Eric Milan, alors âgé de 25 ans. Ils divorceront sept ans plus tard, en 1984. Entre-temps, elle revient à New York pour prêter son image aux parfums Windsong, au shampoing Breck, ou encore aux marques Clairol (en), English Leather, L'Oréal, Revlon et Maybelline.
À la fin des années 1980, elle se lance dans la carrière d'actrice, en commençant par jouer de son physique dans des rôles de femme fatale au sein de productions à petit budget, mais aussi aux côtés d'acteurs célèbres, tel Kevin Spacey dans Un flic dans la mafia ou Mel Gibson dans Comme un oiseau sur la branche. Elle a tourné des films érotiques, tel Lake Consequence (en) de Zalman King. Elle a réussi à percer dans Black Scorpion de Roger Corman. Elle coproduit aussi ses films, comme Matter of Trust (en) ou Black Scorpion 2: Aftershock en 1997. 
À la fin des années 1990, elle évolue dans un autre style en étant la cheffe de la sécurité du Sun Princess dans la série La croisière s'amuse, nouvelle vague.
Elle s'est intéressée à l'art culinaire français auprès de Roger Verge du Moulin de Mougins dans le Sud de la France, et possède un restaurant à New York. 
Elle a lancé des cours d'art dramatique.
Elle est diplômée en Natural Health, et s'intéresse de près au style de vie holistique.

## Vie familiale
De 1977 à 1984, elle a été mariée à Eric Milan

## Mannequinat
Elle a posé pour des publicités et a fait des apparitions en couverture de Playboy, magazine de charme américain, entre 1990 et 2004.

## Filmographie

### Cinéma
- 1987 : L'Arme fatale : La fille en tenue noire (non créditée)
- 1989 : Pas nous, pas nous : Eve
- 1989 : Cadence de combat : Samantha Moore
- 1989 : 3 lits pour un célibataire : Lizbeth
- 1990 : Comme un oiseau sur la branche : Rachel Varney
- 1991 : Le Rocher de l'Apocalypse (en) : Marla Stewart
- 1991 : Write to Kill : Belle Washburn (vidéo)
- 1992 : Illicit Behavior : Melissa Yarnell
- 1992 : Chéri, fais-moi un petit ! (Almost Pregnant) : Maureen Mallory (vidéo)
- 1994 : L'Ange du désir (en) : Melanie Hudson (vidéo)
- 1995 : Payback : Rose Gullerman
- 1995 : Dangerous Indiscretion : Caroline Everett
- 1995 : Hard Evidence : Madelyn Turner
- 1996 : Double face (Profile for Murder) : Dr Hanna Carras
- 1997 : In Dark Places : Chapelle
- 1998 : Question de confiance (en) : Theresa Marsh
- 1999 : The Last Seduction II (en) : Bridget Gregory (DTV)
- 2000 : Cause of Death : Angela Carter (DTV)
- 2005 : Taylor : Leigh Sands (DTV)
- 2006 : Last Sunset : Lisa Wayne (DTV)
- 2007 : Born : Dr Sammael (DTV)
- 2012 : Sharkproof : Connie Krebs

### Télévision

#### Séries télévisées
- 1987 : Mike Hammer : Pauline (saison 3 épisode 18)
- 1988 : Un flic dans la mafia : Susan Profitt
- 1988 : Max Headroom : La fille du Zik-Zak (saison 2 épisode 6)
- 1989 : Murphy, l'art et la manière d'un privé très spécial (en), épisode 13, pilote non retenu pour un spin-off avec elle : Alex Kovac
- 1989 : Le Voyageur : Holly / Jane Ambergris (saison 5 épisode 24)
- 1991 : Jack Killian, l'homme au micro : Norma Cheever (saison 3 épisode 13)
- 1992 : Red Shoe Diaries : La femme (saison 1 épisode 1)
- 1992 : Les Contes de la crypte : Rona (saison 4 épisode 7)
- 1993 : Johnny Bago (en) : Reno Hubbertston (épisode 6)
- 1993 : La Loi de Los Angeles : Lauren Chase (saison 8 épisodes 3,4)
- 1997 : Profiler : Christine Logan (saison 1 épisodes 21 et 22)
- 1998 : La croisière s'amuse, nouvelle vague : Camille Hunter
- 2003 : Spy Girls : Lauren Drake (saison 2 épisode 8)
- 2004 : Les Frères Scott : Cynthia Price (saison 1 épisodes 14 et 15)
- 2005 : Les Experts : Miami : Sophie Townsend (saison 3 épisode 17)
- 2006-2007 : Wicked Wicked Games (en) : Anna Whitman
- 2013 : American Horror Story: Asylum : Marian (saison 2 épisode 13)
- 2013 : Masters of Sex : Leona (saison 1 épisodes 6 et 10)

#### Téléfilms
- 1992 : Just Deserts : Libby Sinclair
- 1993 : Lake Consequence (en) : Irene
- 1995 : Black Scorpion : Darcy Walker
- 1996 : Mari volage : Alison Rawlings
- 1997 : Black Scorpion 2: Aftershock : Darcy Walker
- 2003 : Roman noir : Mary Stenning